# Hawa Mahal
Hawa Mahal, svenska Vindarnas palats, är ett palats i Jaipurs gamla stad i Indien. Det uppfördes av maharadjan Pratap Singh II 1799 och ritades av arkitekten och astrologen Lad Chand Usta. 
Hawa Mahal utgör i själva verket stadspalatsets östra flygel, och byggdes som en utvidgning av palatsets kvinnoområden. Byggnaden är fem våningar hög och byggd av röd och rosa sandsten. I den magnifika fasaden finns över 950 fönster och burspråk, som tillät kvinnorna att osedda beskåda basaren och torghandeln. Byggnaden har ingen framdörr utan nås enbart från baksidan, genom de andra delarna av palatset.